# Kasim Bey
Kasim Bey († 19. September 1532, vermutlich in der Schlacht bei Leobersdorf–Enzesfeld im heutigen Niederösterreich) war während der Feldzüge Sultan Süleymans I. in den Jahren 1529 und 1532 Befehlshaber der türkischen Flussstreitkräfte und der Akindschi, jener gefürchteten Streifscharen, die in den deutschen Ländern als „Sackmann“ oder „Renner und Brenner“ bezeichnet wurden. Die spektakuläre Vernichtung seiner Streifscharen auf dem niederösterreichischen Steinfeld im „Türkenjahr 1532“ fand im deutschen Sprachraum starken Widerhall und bildeten sowohl auf christlicher wie auch auf türkischer Seite den Stoff für eine reiche Legendenbildung.

## Leben
Über Kasim Beys Leben ist nur wenig bekannt. Ob er, wie in der älteren Forschungsliteratur immer wieder behauptet wurde, ein Mitglied der Familie der Mihaloğlu war, die im 15. und 16. Jahrhundert mehrere Akindschi-Anführer stellte, ist nicht sicher. Auch hinsichtlich seines Ranges herrschen in den Quellen beträchtliche Differenzen. So wird er einerseits als Bey (in der älteren Form auch Beg), andererseits aber auch als Pascha oder als „voyvoda“ bezeichnet. Sicher ist jedenfalls, dass er während der Belagerung Wiens durch das Heer Süleymans I. (reg. 1520–66) im Jahr 1529 die auf der Donau eingesetzten türkischen Flussstreitkräfte, die so genannten Nassadisten, befehligt hatte. Aus dieser Zeit dürften auch seine Kenntnisse des Landes ob und unter der Enns stammen.
Beim Feldzug Süleymans im Jahr 1532 befand sich Kasim Bey unter den türkischen Streifscharen, die bereits Anfang August in die Oststeiermark eingefallen waren. Ungefähr 16.000 unter seinem Kommando stehende Akindischi verließen schließlich die Steiermark. Sie drangen über das Pittental und vorbei an Wiener Neustadt in das österreichische Alpenvorland ein. Hier teilten sie sich in zwei große Abteilungen, die ihrerseits wieder in kleinere Unterabteilungen zerfielen und in den folgenden Wochen weite Gebiete im südlichen Niederösterreich plünderten und verwüsteten. Die größte dieser Reiterabteilungen, die von Kasim Bey persönlich angeführt wurde, suchte vor allem das Ybbstal heim.
Als die Streifscharen Kasim Beys die Nachricht erhielten, dass sich die türkische Hauptarmee, welche die Festung Güns belagert hatte, zurückzog, beeilten sie sich, wieder Anschluss an diese zu finden. Auf ihrem Rückzug gelangten die Türken in die Gegend um Pottenstein, wo sie lagerten, wohl um zu beratschlagen, durch welches Tal der Weg hinaus in das vor ihnen liegende Steinfeld genommen werden sollte. Kasim Bey wusste nicht, dass zu diesem Zeitpunkt von den drei Tälern, durch welche er mit seinen Streitern hinaus auf das Steinfeld gelangen konnte, nur mehr eines passierbar war, die anderen aber bereits durch Verhaue blockiert worden waren.
Dem Mut und dem Glück eines kleinen, von Sebastian Schertlin von Burtenbach (1496–1577) kommandierten Detachements war es schließlich zu verdanken, dass die den Türken gestellte Falle zuschnappte. Durch fortwährende Angriffe gelang es Burtenbachs Männern, die im Rücken der Türken aufgetaucht waren, diese in Richtung des einzigen noch offenen Wegs auf das Steinfeld zu treiben. Hier aber hatten in der Zwischenzeit rund 20.000 Landsknechte sowie mehrere Tausend schwere Reiter und Artillerie Aufstellung genommen und erwarteten die Akindschi bereits. Diese christliche Streitmacht setzte sich aus im Reich rekrutierten Kontingenten, die von Pfalzgraf Friedrich II. (1482–1556) kommandiert wurden, und solchen aus den habsburgischen Erbländern zusammen. In mehreren am 19. September 1532 im Raum Leobersdorf–Enzesfeld-Lindabrunn–Wiener Neustadt–Neunkirchen ausgetragenen Schlachten bzw. Gefechten gelang es der weit überlegenen christlichen Streitmacht schließlich das Gros der türkischen Streiftruppen zu vernichten.
Es wird angenommen, dass Kasim Bey bereits am Morgen des 19. September, als die Türken von Pottenstein hinaus in das Steinfeld getrieben wurden, im Raum Leobersdorf–Enzesfeld gefallen ist. Seine persönliche Habe, darunter sein mit einem großen goldenen, edelsteinbesetzten Geierflügel verzierter Turban und sein Panzerstecher wurden Kaiser Karl V. (reg. 1519–56) später als Trophäen übergeben.

## Nachleben
Das spektakuläre Ende von Kasim Bey und seinen Streitern fand starken Widerhall bei den Zeitgenossen, sowohl auf christlicher wie auch auf osmanischer Seite. Während auf christlicher Seite vor allem die Freude über den Sieg und die so empfundene „wunderbare Erretung“ im Mittelpunkt stand, ist es auf osmanischer Seite primär der „Opfertod“ der „furchtlosen Glaubenskrieger“. Dieselben Erzählmuster finden sich auch in den Sagen, die sich um die „Türkenschlacht“ des Jahres 1532 ranken. Türkischerseits wird dabei der Untergang Kasim Beys mit dem historischen Ereignis der ersten türkischen Belagerung Wiens zu einem sinnstiftenden Mythos verwoben. Demnach sei es den Soldaten des Sultans gelungen in die Stadt einzudringen, wobei sie aber den sakralen Auftrag des Kriegszuges völlig außer Acht gelassen und stattdessen sofort eigensüchtig zu plündern begonnen hätten. Aus Zorn darüber ließ Allah die Ungläubigen sie nicht nur wieder aus der Stadt vertreiben, sondern strafte das türkische Heer überdies auch mit einem vorzeitigen Wintereinbruch. Dem erfolglosen Sultan erschien schließlich der Prophet in einem Traumgesicht und gebot ihm, Allah durch ein Opfer von 40.000 Widdern wieder zu versöhnen. Eine solche Menge an Widdern war jedoch unmöglich aufzutreiben, weswegen der Sultan den Traum so deutete, dass er 40.000 Glaubenskrieger opfern müsse. Es war Kasim Bey, der nun vor den Sultan trat und sich anbot, dieses Opfer mit 40.000 Streitern, darunter seinen Akindschi, auf sich zu nehmen. Während er und seine Ghāzī nun gegen den Feind antraten und allesamt als Märtyrer starben, konnte das übrige Heer des Sultans unbehelligt abziehen.
In der österreichischen Sagenwelt leben die Ereignisse, die zum Untergang Kasim Beys führten vor allem in der Sage vom „Türkensturz“ weiter. Demnach soll eine beim überhasteten Rückzug in das Pittental versprengte Akindschi-Schar von den dort lebenden Bauern in Richtung der Felsen bei Gleissenfeld gehetzt und in den Tod gestürzt worden sein. Zur Erinnerung daran ließ Fürst Johann von Liechtenstein (1760–1836) 1824/25 an jener Stelle eine künstliche Ruine errichten, die Türkensturz genannt wird. In einer anderen Version dieser Sage werden die Akindschi nicht von den Bauern, sondern von der Jungfrau Maria selbst, die von ihnen für eine leicht zu fangende „Beute“ gehalten wird, über den Abgrund ins Verderben gelockt.